# 新潟県道212号大面保内線
新潟県道212号大面保内線（にいがたけんどう212ごう おおもほないせん）は、新潟県三条市内を通る一般県道である。

## 概要

### 路線データ
- 起点：新潟県三条市大字北潟字樋下（新潟県道8号長岡見附三条線交点）
- 終点：新潟県三条市大字上保内字砂押甲（国道403号交点）

## 地理

### 通過する自治体
- 新潟県三条市

### 接続する道路
- 新潟県道8号長岡見附三条線（起点：三条市大字北潟字樋下）
- 新潟県道331号三条下田線（三条市西大崎2丁目）
- 国道289号（中小企業大学校入口交差点）
- 国道403号（終点：上保内交差点）

### 周辺
- JR信越本線
  - 帯織駅
  - 保内駅
- 独立行政法人 中小企業基盤整備機構 中小企業大学校 三条校
- 新潟県立三条テクノスクール
- 新潟県立月ヶ岡特別支援学校
- 三条市立大面小学校
- 三条市立月岡小学校
- 三条市立大崎学園
- 三条市立保内小学校
- 三条信用金庫
  - 月岡支店
  - 大崎支店
- JAにいがた南蒲 大崎支店
- 大面郵便局
- 保内簡易郵便局
- 北陸工業（銑鉄鋳物製造業）
- 浅野金属工業（ステンレス製品製造業）
- 井関新潟製造所（井関農機グループ）
- スーパーマルイ
  - 三条月岡店
  - 大崎店
- 五十嵐川
- 三条市総合運動公園
  - 三条市民球場（三條機械スタジアム）
- 大崎山公園

## その他
- 路線名の「大面」・「保内」は、起点・終点付近の旧自治体名（新潟県南蒲原郡大面村、同郡保内村）に由来する。